# Anemone cylindrica
Anemone cylindrica са изправено растящи тревисти растителни видове от рода анемоне (Anemone) на семейство Лютикови (Ranunculaceae). Anemone cylindrica е едно от няколкото растения, известни като „thimbleweed“.

## Описание
Растенията растат с височина 30 – 100 см, цъфтят в началото на лятото, често и до края на лятото, със зеленикаво-бели цветове. След цъфтежа плодовете се произвеждат в плътни заоблени колоновидни шипове с дължина 20 – 35 мм. Когато плодовете, наречени achenes (неразпукващи се твърди семена), узреят, те имат сиво-бял цвят и гъсто вълнесто покритие, което им позволява да бъдат отнесени от вятъра.

## Разпространение
Anemone cylindrica е родом от северната част на Централна Северна Америка, където може да се намери да расте в прерии, в сухи открити гори, край пътища и в пасища.